# Korona cesarska Anny Iwanowny

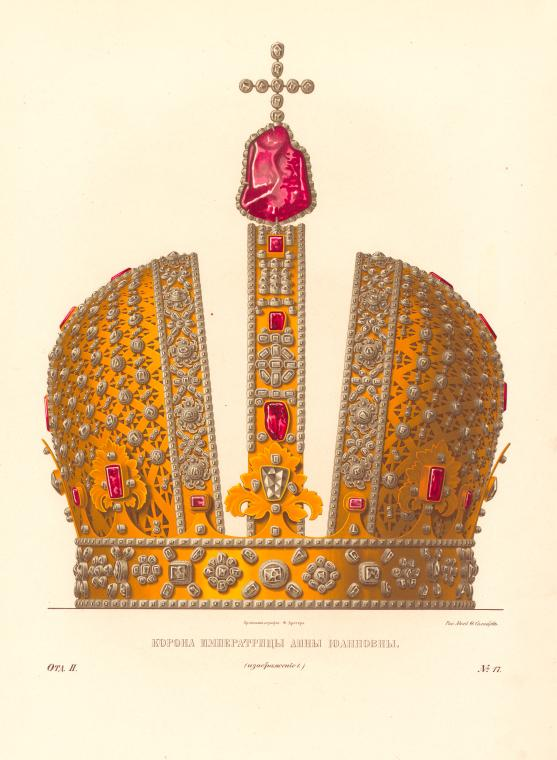
Korona cesarska Anny Iwanowny

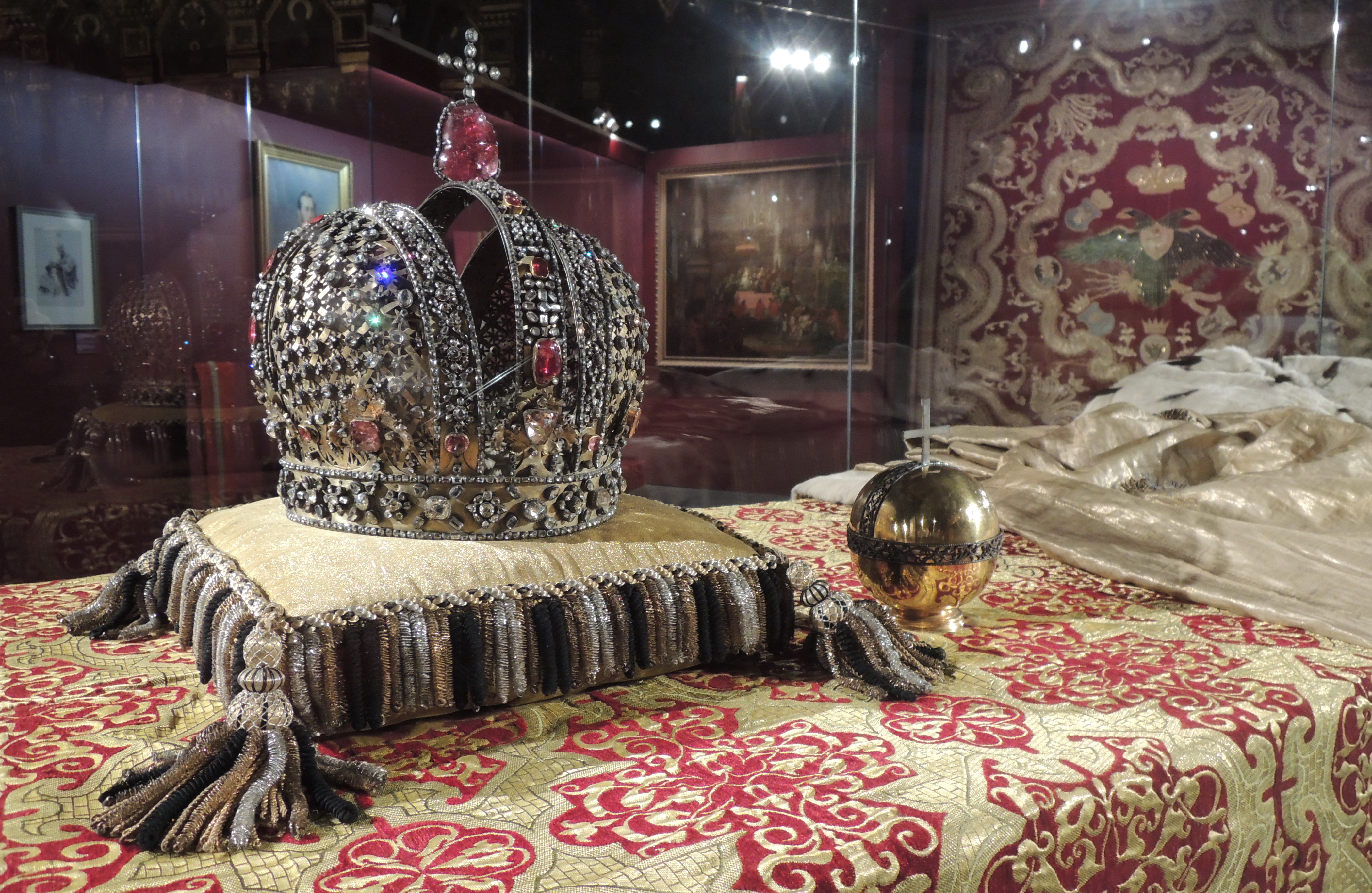
Korona w 2013 roku

Korona cesarska Anny Iwanowny, Polska Korona Cesarska – imperialna korona rosyjska wykonana na cesarską koronację Anny Iwanowny Romanow. Od XIX wieku insygnium to było używane jako korona królewska Królestwa Polskiego. 
Korona została wykonana ok. 1730 roku przez petersburskiego jubilera Gottlieba Wilhelma Dunkela dla cesarzowej Anny Iwanowny. Do jej udekorowania posłużono się kamieniami szlachetnymi, które wcześniej wyjęto z korony cesarskiej Katarzyny I. W 1829 roku koroną tą koronował się w Warszawie na króla polskiego Mikołaj I. 
Obecnie korona przechowywana jest w kremlowskiej Zbrojowni (Orużejnaja Pałata).

## Literatura
- Jürgen Abeler. Kronen. Herrschaftszeichen der Welt. Düsseldorf 1980. ISBN 3-430-11002-5